# Диканя

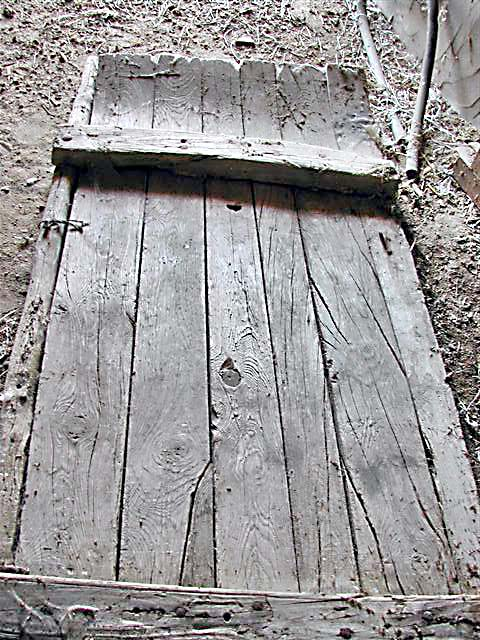
Диканя. Іспанія.

Дика́ня, іноді те́рка, засвідчені також форми дика́н, дика́нь — прилад у вигляді щита з дощок для молотіння зернових з допомогою свійської худоби (коней, волів) . На території України була поширена у південних районах — степовій і лісостеповій зонах. Досі зберігається у регіонах з примітивними формами рільництва, її можна також побачити під час фольклорних свят.
Слово диканя запозичене з грецької мови (очевидно через посередництво болгарської): воно походить від грец. τυκάνη («молотарка»), утвореного від τύκος — «кирка», «сокира» (спорідненого з укр. тикати). Інша версія: від тур. diken — «колючка», «шип», також через болгарське посередництво.

## Будова й використовування
За деякими даними, молотильні дошки з'явилися ще 8 000 років тому, їхня батьківщина — Близький Схід і Балкани.
Диканя являла собою довгастий щит, збитий з 5-6 дощок. На нижній поверхні щита робили заглибини, куди вставляли гострі камінці або покривали її шипами (цвяшками) — для інтенсивності обмолоту, який здійснювався тертям. Розміри могли бути різними: так, наприклад, у середземноморських країнах зазвичай 1 × 2 м. З одного з вужчих боків він мав вигин догори (як у лиж). Там само розташовувалися пристрої для прикріплення дикані до коней (волів) — за допомогою упряжі (ярма). Посеред току забивали стовп, до якого на довгих повідках прив'язували тварин і ганяли їх по колоссю то в один, то в інший бік. Молотник розташовувався зверху і правив тваринами.

## Галерея

Дикані
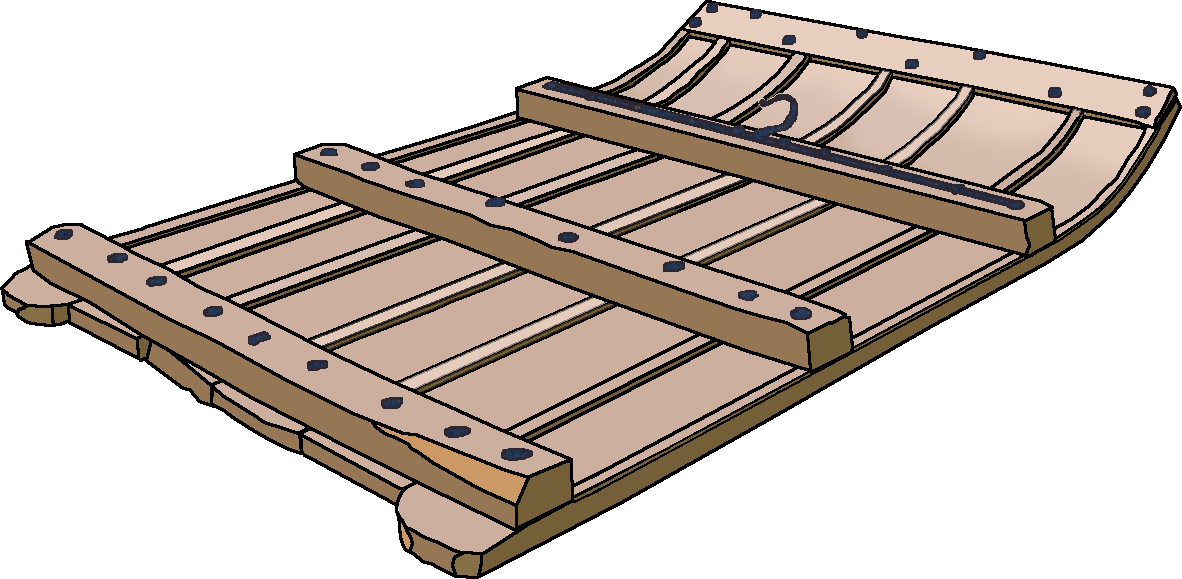
Загальний вигляд. Малюнок
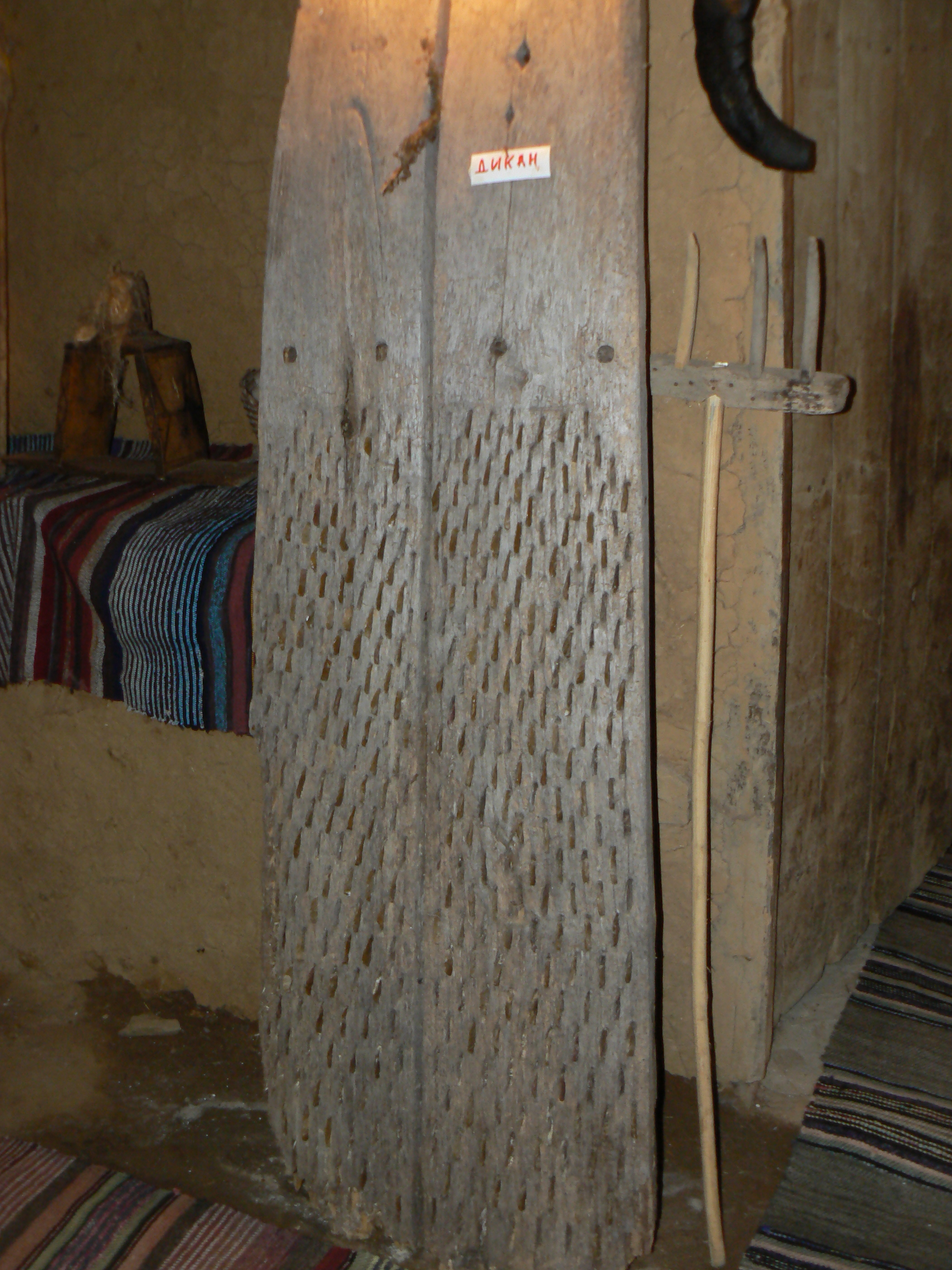
Диканя в музеї села Билгари
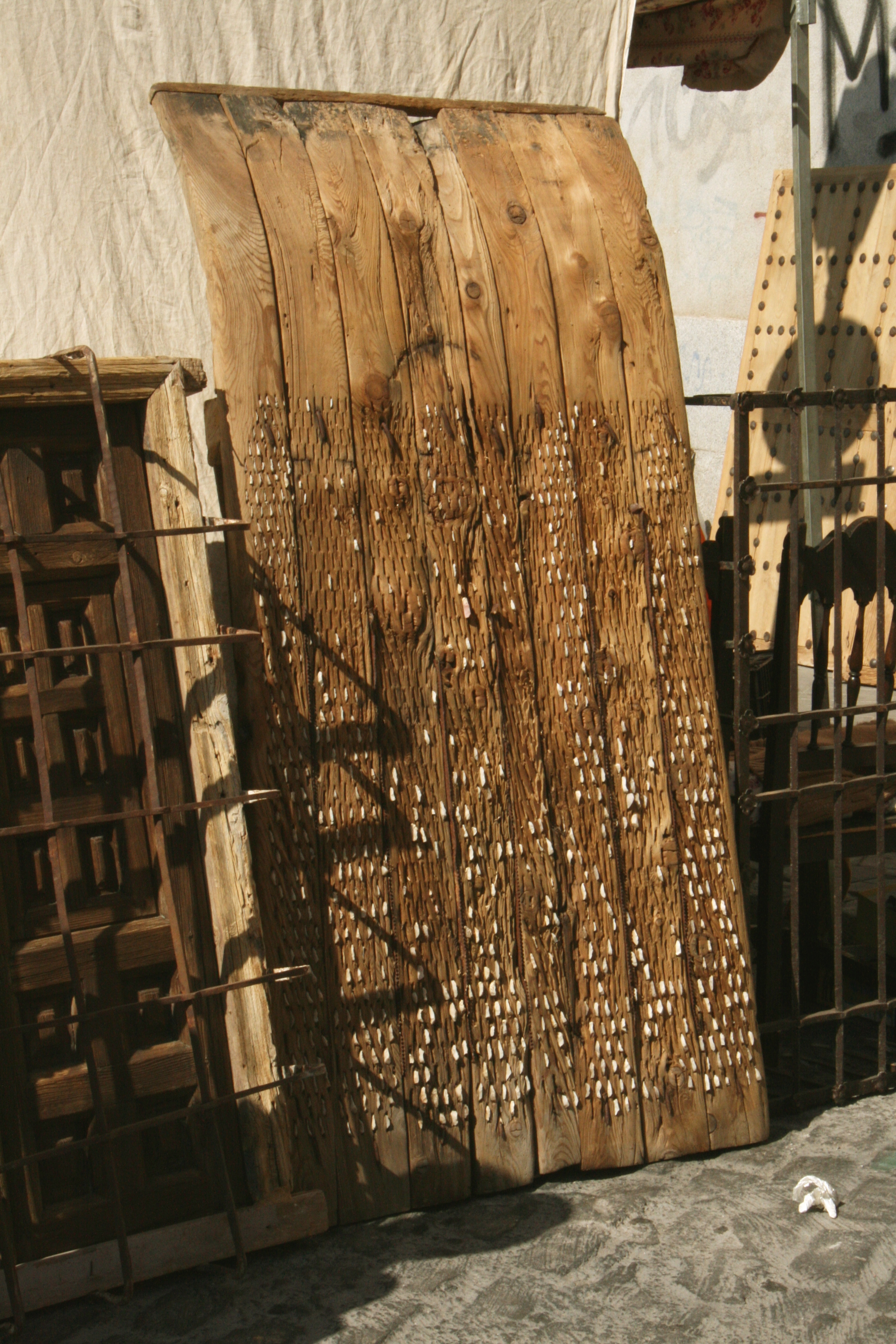
Диканя з камінцями на нижній поверхні. Іспанія
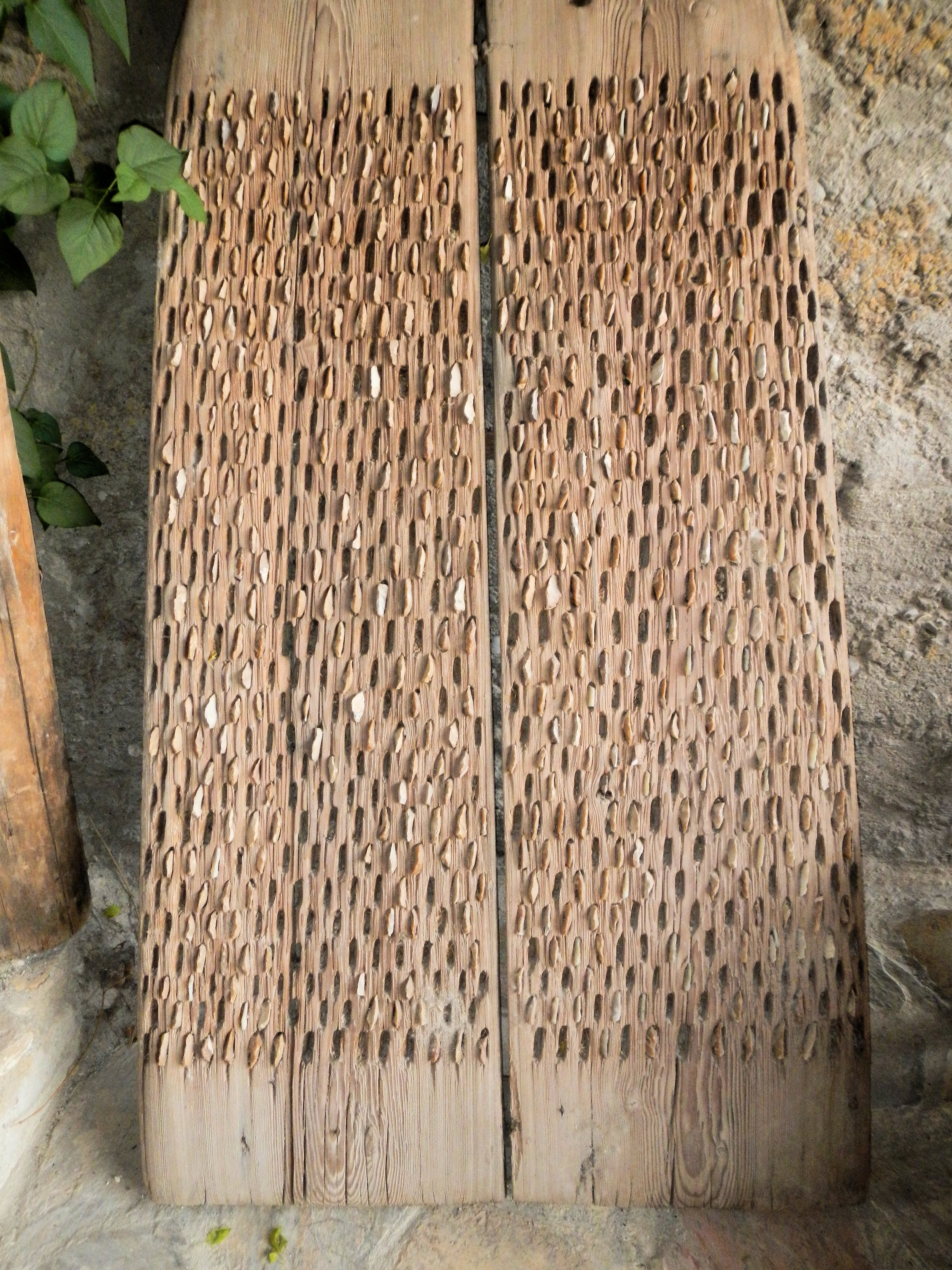
Диканя з камінцями на нижній поверхні
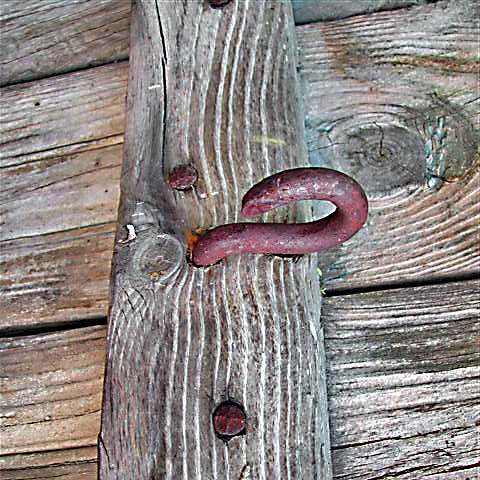
Гак на дикані для упряжі
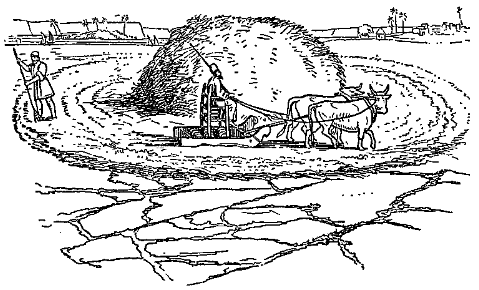
Молотіння за допомогою дикані у Єгипті XIX ст. Ілюстрація з Encyclopaedia Biblica, 1903
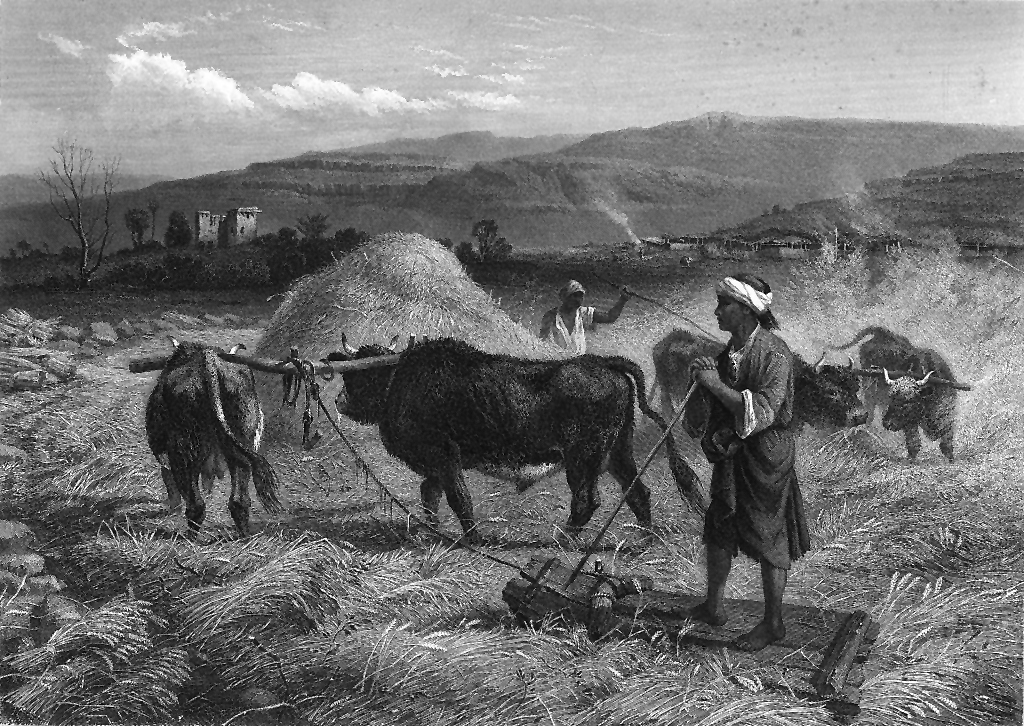
Молотіння диканею на Середньому Сході. Ілюстрація з книжки єпископа Джона Вінсента Earthly Footsteps of the Man of Galilee, 1884